# جيم هيل
جيم هيل (بالإنجليزية: Jim Hill)‏ هو سياسي أمريكي، ولد في 26 فبراير 1950 في الولايات المتحدة. حزبياً، نشط في الحزب الجمهوري. وقد انتخب عضو مجلس نواب ألاباما.